# Elliott Moore
Elliott Moore (Leicester, 16 maart 1997) is een Engelse voetballer. Hij is een verdediger en staat onder contract bij Leicester City. Sinds augustus 2017 wordt hij uitgeleend aan Oud-Heverlee Leuven.

## Carrière

### Oud-Heverlee Leuven
In augustus 2017 besloot Leicester City om Elliott Moore voor een half jaar bij satellietclub Oud-Heverlee Leuven te stallen. De verdediger kon ook rekenen op de interesse van Bradford City. Op 19 augustus 2017 maakte Moore zijn officieel debuut voor Oud-Heverlee Leuven. Hij mocht toen van coach Dennis van Wijk in de basis starten in de competitiewedstrijd tegen Cercle Brugge. Leuven won het duel met 7-1. Een week later scoorde hij in een bekerwedstrijd tegen KFC Turnhout zijn eerste doelpunt.

## Statistieken
| Seizoen | Club        | Land            | Competitie      | Competitie | Competitie | Beker | Beker | Supercup | Supercup | Europees | Europees | Totaal | Totaal |
| Seizoen | Club        | Land            | Competitie      | Wed.       | Dlp.       | Wed.  | Dlp.  | Wed.     | Dlp.     | Wed.     | Dlp.     | Wed.   | Dlp.   |
| ------- | ----------- | --------------- | --------------- | ---------- | ---------- | ----- | ----- | -------- | -------- | -------- | -------- | ------ | ------ |
| 2017/18 | → OH Leuven | Vlag van België | Proximus League | 24         | 2          | 2     | 1     | —        | —        | —        | —        | 26     | 3      |
| TOTAAL  | TOTAAL      | TOTAAL          | TOTAAL          | 24         | 2          | 2     | 1     | 0        | 0        | 0        | 0        | 26     | 3      |

1 Leysen ·
3 Shlomo ·
5 Ngawa ·
6 Dom ·
7 Thorsteinsson ·
8 Schrijvers ·
9 Brunes ·
10 Holzhauser ·
11 Banzuzi ·
13 Kiyine ·
14 Ricca ·
15 N'Dri ·
16 Prévot ·
17 Mueanta ·
18 Miguel ·
20 Mendyl ·
21 Opoku ·
22 Calut ·
23 Schingtienne ·
28 Pletinckx ·
33 Maertens  ·
37 Taildeman ·
38 Ravet ·
43 Nsingi ·
52 Sagrado ·
77 Vlietinck ·
88 Maziz ·
Coach: García